# Radenci (plaats)
Radenci (Duits: Bad Radein) is een plaats in Slovenië en maakt deel uit van de gemeente Radenci in de NUTS-3-regio Pomurska. De plaats telde 2.171 inwoners op 1 januari 2020.
De plaats geniet bekendheid vanwege de daar sinds 1834 gevonden thermale bronnen en de daarop volgende openstelling van thermale baden (1882). Tegenwoordig vormt het "welness" toerisme rond de baden een belangrijke bron van werkgelegenheid en inkomsten. Uit Radenci komt eveneens Radenska, wat in Slovenië synoniem is voor mineraalwater.